# Nuthe-Nieplitz-Niederung
Nuthe-Nieplitz-Niederung este o arie protejată (arie de protecție specială avifaunistică — SPA) din Germania întinsă pe o suprafață de 6.144,09 ha, integral pe uscat.

## Localizare
Centrul sitului Nuthe-Nieplitz-Niederung este situat la coordonatele 52°14′50″N 13°07′11″E / 52.2472°N 13.1197°E.

## Înființare
Situl Nuthe-Nieplitz-Niederung a fost declarat arie de protecție specială avifaunistică în iunie 2004 pentru a proteja 96 de specii de animale.

## Biodiversitate
Situată în ecoregiunea continentală, aria protejată nu include niciun habitat protejat.
La baza desemnării sitului se află mai multe specii protejate de  păsări (96): lăcar-de-lac (Acrocephalus scirpaceus), pescăruș albastru (Alcedo atthis), rață sulițar (Anas acuta), rață lingurar (Anas clypeata), rață mică (Anas crecca crecca), rață fluierătoare (Anas penelope), Anas platyrhynchos platyrhynchos, rață cârâitoare (Anas querquedula), Anas strepera strepera, Anser albifrons albifrons, gâscă cenușie (Anser anser), gâscă cu cioc scurt (Anser brachyrhynchus), gârliță mică (Anser erythropus), gâscă de semănătură (Anser fabalis), fâsă-de-câmp (Anthus campestris), Ardea cinerea cinerea, rață-cu-cap-castaniu (Aythya ferina), rața moțată (Aythya fuligula), buhai de baltă (Botaurus stellaris stellaris), Branta leucopsis, gâsca cu piept roșu (Branta ruficollis), Bucephala clangula, fugaci de țărm (Calidris alpina), fugaci roșcat (Calidris ferruginea), fugaci mic (Calidris minuta), fugaci pitic (Calidris temminckii), Charadrius dubius curonicus, prundaș gulerat mare (Charadrius hiaticula), chirichița cu obraz alb (Chlidonias hybrida), chirighiță-cu-aripi-albe (Chlidonias leucopterus), chirighiță neagră (Chlidonias niger), barză albă (Ciconia ciconia ciconia), barză neagră (Ciconia nigra), erete de stuf (Circus aeruginosus), erete vânăt (Circus cyaneus), erete cenușiu (Circus pygargus), cristeiul de câmp (Crex crex), Cygnus columbianus bewickii, lebădă de iarnă (Cygnus cygnus), lebădă de vară (Cygnus olor), ciocănitoarea de stejar (Dendrocopos medius), ciocănitoare neagră (Dryocopus martius), egretă albă (Egretta alba), presură de grădină (Emberiza hortulana), șoim de iarnă (Falco columbarius), Falco peregrinus peregrinus, șoimul rândunelelor (Falco subbuteo), Fulica atra atra, becațină comună (Gallinago gallinago), Gallinago media, Grus grus grus, codalb (Haliaeetus albicilla), sfrâncioc roșiatic (Lanius collurio), sfrâncioc mare (Lanius excubitor excubitor), Larus argentatus, pescăruș argintiu (Larus cachinnans), pescăruș sur (Larus canus), pescăruș-cu-cap-negru (Larus melanocephalus), pescăruș mic (Larus minutus), pescăruș râzător (Larus ridibundus), grelușel-de-zăvoi (Locustella luscinioides), ciocârlie de pădure (Lullula arborea), privighetoare (Luscinia megarhynchos), Luscinia svecica cyanecula, becațină mică (Lymnocryptes minimus), ferestraș mic (Mergus albellus), Mergus merganser merganser, gaia neagră (Milvus migrans), gaia roșie (Milvus milvus), rață cu ciuf (Netta rufina), Numenius arquata arquata, vultur pescar (Pandion haliaetus), viespar (Pernis apivorus), cormoran mare (Phalacrocorax carbo carbo), Phalacrocorax carbo sinensis, bătăuș (Philomachus pugnax), ploier auriu (Pluvialis apricaria), ploier argintiu (Pluvialis squatarola), Podiceps cristatus cristatus, Porzana parva parva, cresteț pestriț (Porzana porzana), Rallus aquaticus aquaticus, lăstun de mal (Riparia riparia), mărăcinar (Saxicola rubetra), sitar de pădure (Scolopax rusticola), pescăriță mare (Sterna caspia), chiră de baltă (Sterna hirundo), silvie porumbacă (Sylvia nisoria), Tachybaptus ruficollis ruficollis, fluierar negru (Tringa erythropus), fluierar de mlaștină (Tringa glareola), fluierar cu picioare verzi (Tringa nebularia), fluierarul de zăvoi (Tringa ochropus), fluierarul cu picioare roșii (Tringa totanus), pupăză (Upupa epops), nagâț (Vanellus vanellus)